# Drüsedau
Drüsedau ist ein Ortsteil der Gemeinde Altmärkische Höhe im Landkreis Stendal in Sachsen-Anhalt.

## Geographie

### Lage
Das altmärkische Straßendorf Drüsedau liegt neun Kilometer nordwestlich der Stadt Osterburg (Altmark) im Landschaftsschutzgebiet „Ostrand der Arendseer Hochfäche“ am Werftgraben Losse.

### Ortsteilgliederung
Zum Ortsteil Drüsedau gehört der Wohnplatz Lindhof.

### Klima
In Drüsedau herrscht gemäßigtes Klima. Dieses wird von Osten vom Kontinentalklima und vom Westen vom atlantischen Seeklima beeinflusst. Der durchschnittliche jährliche Niederschlag für Drüsedau liegt bei 560 mm.
Trockenster Monat ist der Februar mit einer Niederschlagsmenge von 33 mm, wohingegen der meiste Niederschlag im Juni mit durchschnittlich 64 mm fällt. Die Jahresdurchschnittstemperatur liegt bei 8,7 °C. Der statistisch wärmste Monat ist der Juli mit durchschnittlichen 17,8 °C. Der Monat Januar, als kältester Monat im Jahr, weist eine Durchschnittstemperatur von −0,1 °C auf.
|                        | Jan  | Feb  | Mär  | Apr  | Mai  | Jun  | Jul  | Aug  | Sep  | Okt  | Nov | Dez  |   |      |
| Mittl. Temperatur (°C) | −0,1 | 0,3  | 3,5  | 7,8  | 12,5 | 16,1 | 17,8 | 17,5 | 13,9 | 9,2  | 4,7 | 1,3  | ⌀ | 8,8  |
| Mittl. Tagesmax. (°C)  | 2,4  | 3,1  | 7,3  | 12,3 | 17,7 | 21,1 | 22,6 | 22,4 | 18,5 | 12,8 | 7,2 | 3,6  | ⌀ | 12,6 |
| Mittl. Tagesmin. (°C)  | −2,5 | −2,5 | −0,3 | 3,3  | 7,4  | 11,1 | 13   | 12,6 | 9,4  | 5,7  | 2,2 | −0,9 | ⌀ | 4,9  |
|                        |      |      |      |      |      |      |      |      |      |      |     |      |   |      |
| Niederschlag (mm)      | 42   | 33   | 37   | 41   | 52   | 64   | 59   | 60   | 44   | 39   | 44  | 45   | Σ | 560  |

| −2,5 |

| −2,5 |

| −0,3 |

| 3,3 |

| 7,4 |

| 11,1 |

| 13 |

| 12,6 |

| 9,4 |

| 5,7 |

| 2,2 |

| −0,9 |

| −2,5 |

| −2,5 |

| −0,3 |

| 3,3 |

| 7,4 |

| 11,1 |

| 13 |

| 12,6 |

| 9,4 |

| 5,7 |

| 2,2 |

| −0,9 |

## Geschichte

### Mittelalter bis Neuzeit
Von einer frühen Besiedelung der Gegend um Drüsedau zeugte das im 19. Jahrhundert zerstörte Großsteingrab Lindhof.
Ursprünglich war Drüsedau Kirchdorf und landtagsfähiges Rittergut. Südlich des Ortes liegt Lindhof, ein ehemaliges Vorwerk. Östlich von Drüsedau im Wald lag eine Ziegelei. Beide gehörten zum Gutsbezirk Drüsedau.
Drüsedau wurde 1170 erstmals als Drusdow erwähnt. 1174 heißt der Ort Druzdowe. Weitere Nennungen sind 1179 villam drozdowe, 1443 wüste dorffstete zu Drüssdow, 1518 Dröstede, 1598 Droßde, 1621 Drußde, 1737 Drüßdow, 1794 Druseda.
1760 berichte Karl Friedrich Pauli über recht fragwürdige Vermutungen Drusedow sei auf den Römischen Feldherrn Drusus zurückzuführen.
Drüsedau war Stammsitz der ausgestorbenen Familie von Drusedow (Drüsedau), einem altmärkischen Adelsgeschlecht.

### Herkunft des Ortsnamens
Drozdowe ist ein altslavischer Ortsname. Die erste Silbe „drosd“ deutet auf Drossel, die zweite „owe“ auf Dorf.

### Eingemeindungen
Bis 1807 gehörte das Dorf zum Seehausenschen Kreis der Mark Brandenburg in der Altmark. Zwischen 1807 und 1813 lag es im Kanton Bretsch auf dem Territorium des napoleonischen Königreichs Westphalen. Ab 1816 gehörte die Gemeinde zum Kreis Osterburg, dem späteren Landkreis Osterburg.
Am 30. September 1928 wurde der Gutsbezirk Drüsedau mit der Landgemeinde Drüsedau vereinigt. Am 25. Juli 1952 kam Drüsedau zum Kreis Seehausen. Am 2. Juli 1965 ist die Gemeinde Drüsedau in den Kreis Osterburg umgegliedert worden. Am 1. Februar 1972 wurde die Gemeinde Drüsedau schließlich aufgelöst und in die Gemeinde Bretsch eingemeindet.
Durch den Zusammenschluss mehrerer Gemeinden am 1. Januar 2010 kam der Ortsteil Drüsedau zur Gemeinde Altmärkische Höhe.

### Einwohnerentwicklung
Gut/Gutsbezirk
| Jahr | Einwohner |
| ---- | --------- |
| 1798 | 16        |
| 1864 | 49        |
| 1871 | [00]45    |

| Jahr | Einwohner |
| ---- | --------- |
| 1885 | 37        |
| 1895 | 36        |
| 1905 | 26        |

Quelle wenn nicht angegeben:
Dorf/Gemeinde
| Jahr | Einwohner |
| ---- | --------- |
| 1734 | 077       |
| 1775 | 100       |
| 1789 | 103       |
| 1798 | 090       |
| 1801 | 108       |
| 1818 | 125       |
| 1840 | [00]160   |

| Jahr | Einwohner |
| ---- | --------- |
| 1864 | 154       |
| 1871 | [00]150   |
| 1885 | 162       |
| 1892 | [00]195   |
| 1895 | 139       |
| 1900 | [00]157   |
| 1905 | 132       |

| Jahr | Einwohner |
| ---- | --------- |
| 1910 | [00]170   |
| 1925 | 175       |
| 1939 | 157       |
| 1946 | 286       |
| 1964 | 175       |
| 1971 | 183       |
| 2014 | [00]111   |

| Jahr | Einwohner |
| ---- | --------- |
| 2020 | [00]098   |
| 2021 | [00]102   |
| 2022 | [0]99     |
| 2023 | [0]98     |

Quelle, wenn nicht angegeben, bis 1971:

## Religion
Die evangelische Kirchengemeinde Drüsedau gehörte bis 1976 als Filiale zur Pfarrei Losse und ab 1976 zur Pfarrei Bretsch. Sie wird heute betreut vom Pfarrbereich Seehausen im Kirchenkreis Stendal im Bischofssprengel Magdeburg der Evangelischen Kirche in Mitteldeutschland.
Die ältesten überlieferten Kirchenbücher für Drüsedau stammen aus dem Jahre 1702.
Die katholischen Christen gehören zur Pfarrei St. Anna in Stendal im Bistum Magdeburg.

## Kultur und Sehenswürdigkeiten

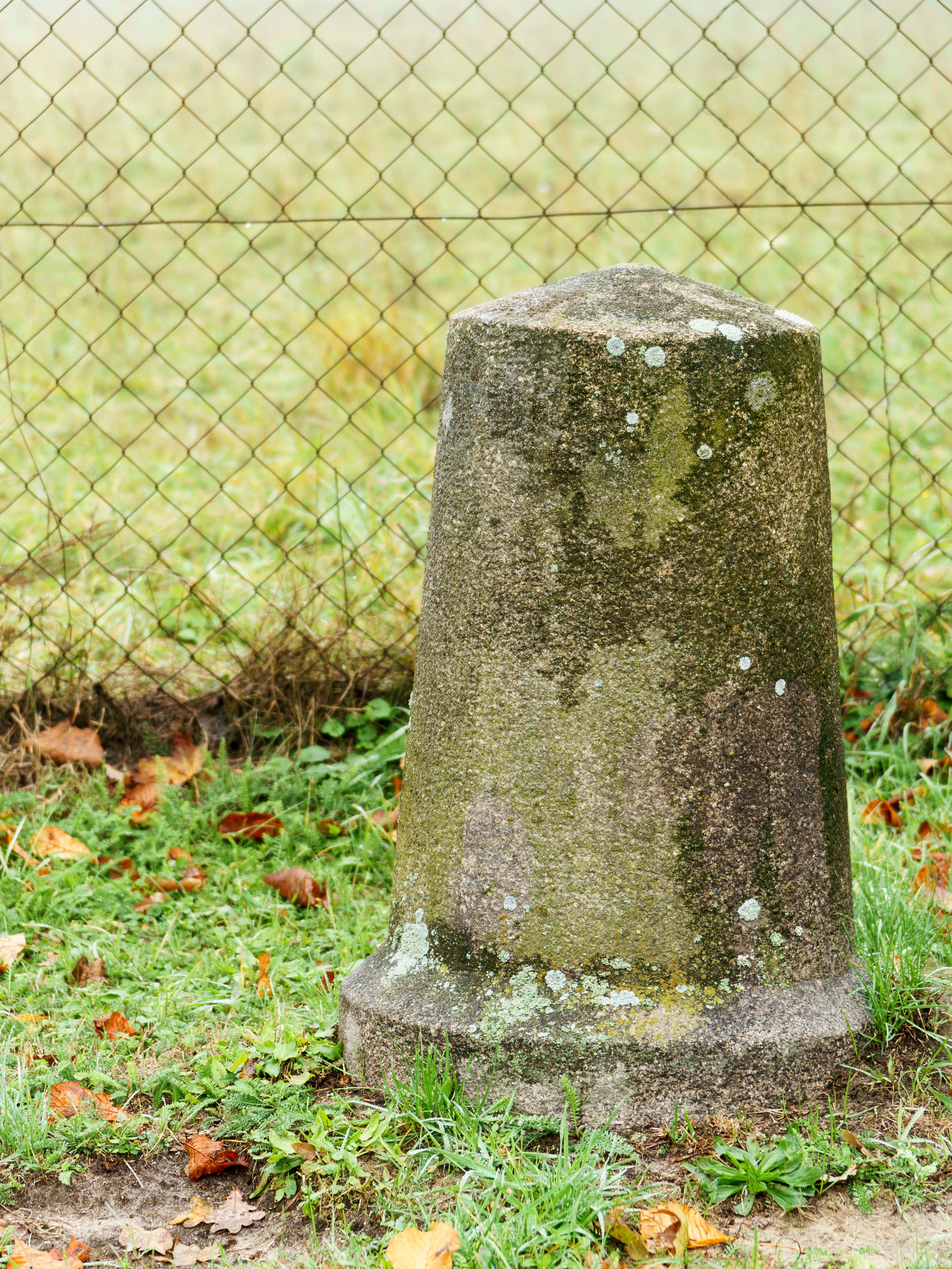
Preußischer Rundsockelstein in Drüsedau

- Die evangelische Dorfkirche Drüsedau, ein Feldsteinbau, stammt aus der Zeit um 1320.[26]
- Auf dem Kirchhof ist der Ortsfriedhof.
- Neben der Kirche steht ein Denkmal zur Erinnerung an die Toten des Ersten Weltkrieges.[27]

## Wirtschaft
Hofkäserei mit Hofladen